# Une tragédie au cinéma en carnaval
 (juillet 2025).
Pour plus de détails, voir Fiche technique et Distribution.
Une tragédie au cinéma en carnaval (Una tragedia al cinematografo) est un film italien réalisé par Enrico Guazzoni, sorti en 1913.

## Fiche technique
- Titre : Une tragédie au cinéma en carnaval
- Titre original : Una tragedia al cinematografo
- Réalisation : Enrico Guazzoni
- Pays d'origine : Royaume d'Italie
- Format : Noir et blanc - 1,33:1 - Film muet
- Genre : court métrage de comédie
- Durée : 8 minutes
- Date de sortie : 1913

## Distribution
- Bruto Castellani
- Ignazio Lupi
- Pina Menichelli